# Вардатон
Вардатон — ежегодный фестиваль-праздник, посвящённый армянскому поэту-ашугу Саят-Нове. Традиционно проводится в мае месяце в столице Грузии городе Тбилиси. Основан 15 мая 1914 года.

## Этимология
Название фестиваля «Вардатон» в переводе с армянского означает «праздник роз»

## История

### Основание

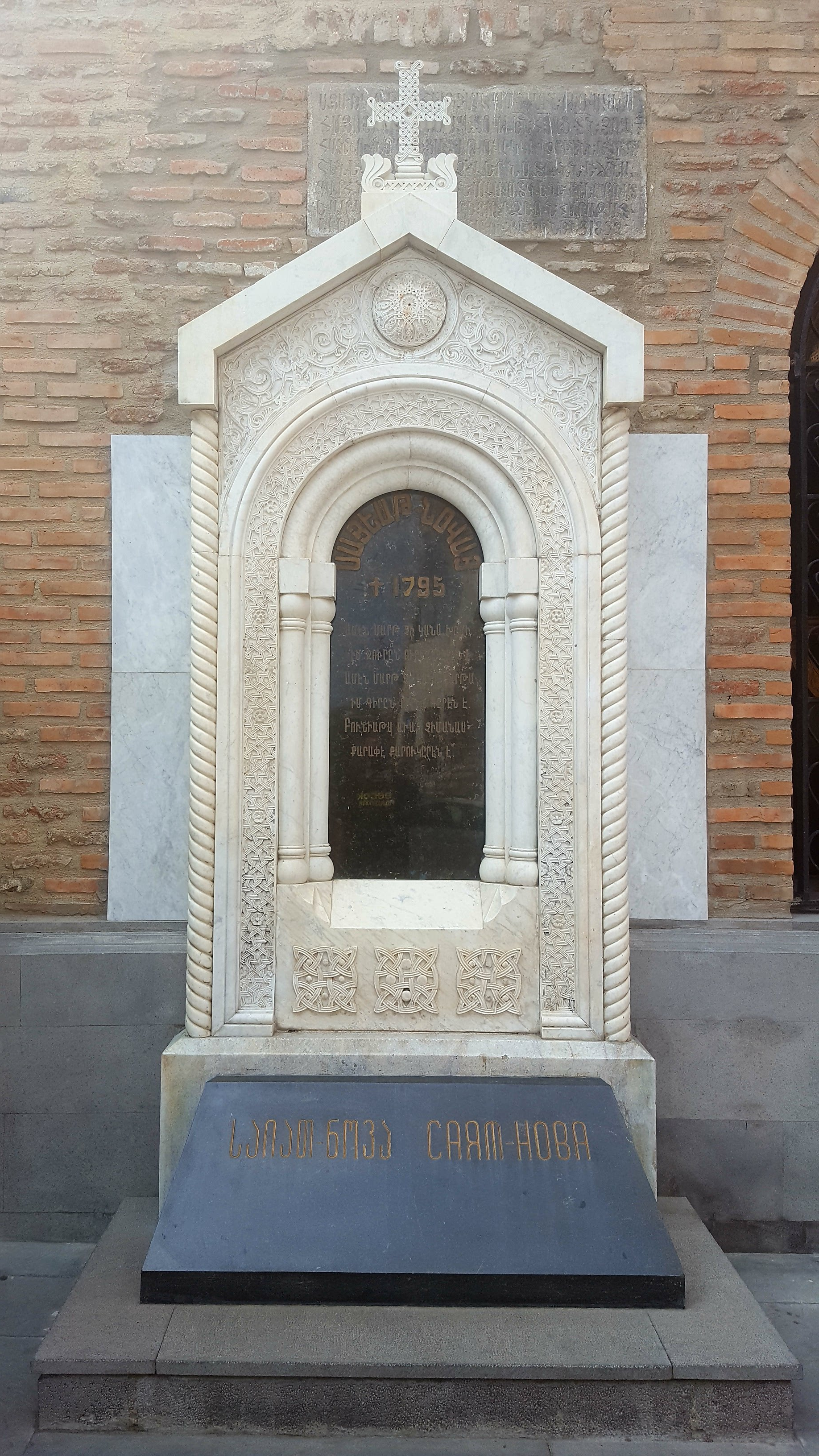
монумент Саят-Нове в Тбилиси

Фестиваль был образован 15 мая 1914 года в день открытия памятника Саят-Нове. По случаю этого знаменательного события состоялось шествие и торжественная церемония открытия монумента. В тот день,  вся общественность Тбилиси вышла на улицы с красными розами, которые являлись "символом любви к поэту".  Во время празднеств произошло знакомство Ованеса Туманяна и Иосифа Гришашвили. По свидетельству последнего, именно эти торжества и именно это знакомство вдохновили его на создание книги о Саят-Нове, которая вышла в свет в 1918 году. С установкой памятника укоренилась традиция проведения праздника, который стали отмечать ежегодно в мае месяце. В эти праздничные дни в Тбилиси съезжаются гости из разных стран. Представители армянской диаспоры организуют театрализованные торжества, которые по традиции начинаются возложением красных роз на могилу армянского поэта.

### 100-летие Вардатона
В мае 2014 года отмечалось столетие фестиваля, которое началось с возложения цветов и воскресной литургии в церкви Сурб Эчмиадзин. В праздничном торжестве приняли участие делегации Союза писателей Армении, Союза писателей Грузии, Министерства Диаспоры РА и другие почетные гости. Концерт по случаю юбилея открыл  государственный ансамбль ашугской песни Республики Армения «Саят-Нова».  Во время проведения фестиваля зазвучали песни и стихи Саят-Новы на армянском и грузинском языках в исполнении ансамбля «Ксоврелеби», актеров Тбилисского армянского театра им. Петроса Адамяна, сольных исполнителей, чтецов, артистов, прибывших из разных уголков Армении и Грузии.